# (19631) Greensleeves
(19631) Greensleeves est un astéroïde de la ceinture principale.

## Description
(19631) Greensleeves est un astéroïde de la ceinture principale. Il fut découvert par John Broughton le 13 septembre 1999 à l'observatoire de Reedy Creek. Il présente une orbite caractérisée par un demi-grand axe de 2,77 UA, une excentricité de 0,167 et une inclinaison de 9,75° par rapport à l'écliptique.
Il fut nommé en hommage à la vieille chanson traditionnelle anglaise Greensleeves, dont les paroles datent de 1652 et la mélodie probablement de la fin du XVIe siècle.

## Compléments